# Pépé Roger Sagno

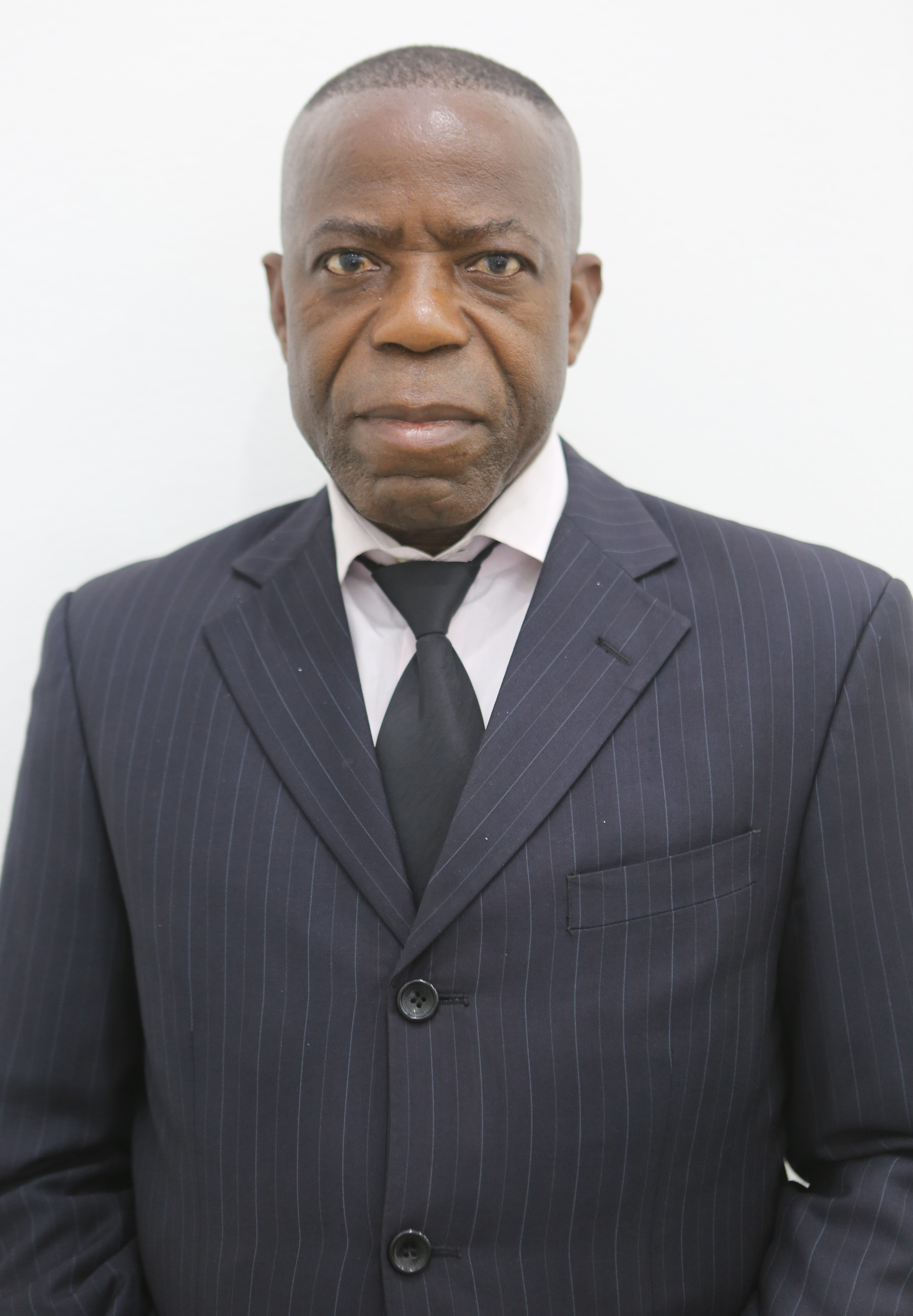
Pépé Roger Sagno en 2022

Pépé Roger Sagno, nascido em 21 de dezembro de 1966 em Nzérékoré na República da Guiné, é um soldado e político guineense. Ele é um general de brigada da segunda seção. Desde janeiro de 2022, é assessor do Conselho Nacional de Transição (CNT) liderado por Dansa Kourouma.
Pépé Roger Sagno foi nomeado em 30 de dezembro de 2010 vice-comandante do batalhão especial de Conakry Camp Alpha Yaya Diallo.
Em 22 de janeiro de 2022, foi nomeado por decreto como membro do Conselho Nacional de Transição da Guiné como representante das Forças de Defesa e Segurança.
Ele é o chefe da delegação de conselheiros nacionais durante as consultas nacionais sobre o eixo Macenta, Nzérékoré e Yomou.
1. 1 2  «Pépé Roger Sagno». Wikipédia (em francês). 18 de agosto de 2022. Consultado em 18 de outubro de 2022
2. ↑  «Nominations au sein des forces armées: le retour d'Idi Amin | Alog News | www.africalog.com». www.africalog.com. Consultado em 18 de outubro de 2022
3. ↑  «Les 81 membres du CNT nommés: Voici la liste complète(Décret)». Guineesignal (em francês). 23 de janeiro de 2022. Consultado em 18 de outubro de 2022
4. ↑  «Fin de la mission du CNT à N'Zérékoré : « le constat est vraiment amer »». Guineematin.com (em francês). 10 de março de 2022. Consultado em 18 de outubro de 2022